# 8っぴーサタデー
『8っぴーサタデー』は、2016年4月9日から2022年3月26日まで岩手めんこいテレビで毎週土曜日に放送されていた生放送の生活情報番組。ハイビジョン制作。岩手県内で放送。

2019年3月30日にスタジオセットをリニューアルした。

## 概要
『土曜は見っと!』時代から続くめんこいテレビの週末情報番組で、2016年3月まで放送されていた『はちきゅん』に代わって始まった番組。これまでの同種番組と内容は変わらず、企業や店舗のPR（インフォマーシャル）、映画情報などで構成されている。
当初は50分間枠でスタートしたが、徐々に放送時間を拡大。現在は（スピンオフ番組等を含め）85分間としている。
毎年年末には特別番組を編成している（当日が土曜でない場合も、特に改題はしない）。
同局アナウンサーが主に司会を務めているが、担当番組変更などのため、頻繁に交代している。
2022年3月19日放送分のエンディングで、千田剛裕アナウンサーから2022年3月26日放送分で最終回になる事が発表された。後継の情報番組として、2022年4月2日より『サタデーファンキーズ』を開始した。

## 放送時間
- すべて毎週土曜日。不定期に10:25開始（80分間）とする場合がある。
- 2016年4月9日 - 9月24日
  - 10:55 - 11:45（50分間）
- 2016年10月1日 - 2017年10月7日
  - 10:40 - 11:45（65分間）
- 2017年10月14日 - 2018年3月31日
  - 10:30 - 11:45（75分間）
- 2018年4月7日 - 2020年6月27日
  - 10:25 - 11:45（80分間）[2]
- 2020年7月4日 - 2021年9月25日
  - 10:24 - 11:25（61分間）

後半を別番組「8っぴーサタデーPLUS」とする（後述）。ミニ番組放送のため、11時20分で終了する週がある。また番組開始をステーションブレイク中の10時24分とする。
- 2021年10月2日 - 2022年3月26日
  - 10:25 - 11:25（60分間）

開始を番組表通りとする。

### 再放送
- 2020年10月10日 - 
  - 日曜2:25 - 3:25（土曜深夜）

前日の再放送（本編のみ）。
- 2021年4月5日 -
  - 日曜6:45 - 7:00

過去に放送した「いわてつ」コーナーの再編集版。

## 出演者
☆:岩手めんこいテレビアナウンサー

### レギュラー
- 細田啓信☆ - MC（2020年1月 - ）
- 三宅絹紗☆ - MC（2020年4月 - ）
- 千田剛裕☆ - MC（2022年1月 - ）[3]

### 準レギュラー
- A.B.C-Z - (2020年 - 2022年3月19日)
  - メンバー全員又は1人～2人がスタジオ又は東京都内の事務所からリモートで不定期で生出演。

### 過去
- 武田知沙（当時☆） - MC（2016年4月 - 2018年9月）
- 滝澤悠希☆ - MC （2016年4月 - 2019年12月）
- 石橋美希☆ - MC（2018年10月 - 2019年12月）
- ふじポン（ローカルタレント） - 「ポ～ンと行ってみよう」レポーター（2020年4月 - 2020年9月）[4][5]
- 石黒明日美（岩手ビッグブルズチア）[6] - 中継レポーター、ナレーション（ - 2020年9月）
- ミク - 中継レポーター（不定期でMCも担当、 - 2020年9月）
- 花田凌南（当時☆） - レポーター/サブMC（2020年4月 - 2021年12月）、「いわてつ」（日曜）進行役（2021年4月 - 2021年12月）

## コーナー

### 定期コーナー
- 生中継 - イベントや企業のインフォマーシャルを兼ねる
- ぐるmemo - 県内飲食店を紹介
- いわてつ - 県内鉄道駅周辺のスポットを紹介。テーマ曲は徳永ゆうき「車輪の夢」。徳永も出演する場合がある
- 映画情報 - 県内で上映される作品の紹介[7]
- FAXメール紹介

## 8っぴーサタデーPLUS
2020年7月より、本編から企業PRや映画情報、番組宣伝、視聴者プレゼント等を分離し、単独番組化。
生放送ではなく、全編収録番組となっている。週によっては休止されることがある。

### 放送時間
- 11:25 - 11:50（25分間）
  - 直前にミニ番組枠（11:20 - 11:25）が設けられることがあり、このうち岩手競馬PR番組「多聞の見たもん勝ち!」は「8っぴーサタデーPLUS」に含めるため、その週は30分間となる（ただしEPG上は別番組）。

### 出演
- 千田剛裕（ダンディ千田） - 進行役、岩手めんこいテレビアナウンサー。本編にも出演、2022年から本編MCを兼任
- ほかレポーター、同社アナウンサー

多聞の見たもん勝ち!
- 結城多聞（アンダーエイジ）[8]、六車奈々、吉田有希[9]